# Julia Drusilla (född 39)
Julia Drusilla (Iulia Drusilla), född 4 september 39 i Rom, död 24 januari 41 på Palatinen i Rom, var det enda barnet till den romerske kejsaren Caligula och hans fjärde och sista hustru Milonia Caesonia.

## Biografi
Julia var uppkallad efter sin avlidna faster, vilken var hennes fars favoritsyster, Julia Drusilla. Julia föddes inte långt efter att Caligula gifte sig med Caesonia (enligt vissa källor föddes hon på bröllopsdagen). Caesonia hade redan tre döttrar från sitt första äktenskap. När Drusilla föddes, tog Caligula henne till ett tempel med statyer av gudinnor och placerade henne i knät på Minerva, och bad gudinnan att vårda och träna sin nyfödda dotter. Enligt den romerske historikern Suetonius trodde Caligula att Minerva skulle övervaka sin dotters uppväxt och utbildning.
Suetonius menar vidare att när hon lekte med andra barn attackerade hon dem och försökte klösa ut deras ögon. Caligula påstod då stolt att det inte fanns något tvivel om vem som var far till flickan; hon var definitivt hans barn.
Julia Drusillas födelse gav Caligula ytterligare en ursäkt för att införa tyngre skatter på imperiet för bördan av föräldraskap. Enligt Suetonius ska han ha sagt: "Vid sidan av bördan av suveränitet, måste jag nu lägga till faderskapet." Han började genast samla in pengar för hennes utbildning och hemgift. Han meddelade också att nyårsgåvor skulle välkomnas den första januari; sedan satt han på slottets veranda och mottog gåvor från personer ur alla samhällsklasser.
Den 24 januari 41 mördades Caligula i en underjordisk gång på Palatinen. Caesonia och Julia överlevde Caligula med bara några timmar. Det finns ingen exakt historisk angivelse, men enligt legenden skall den knappt 2-åriga Julia ha fått huvudet krossat mot en vägg efter att ha attackerat sin mors mördare med sparkar och försökt att bita honom.